# Wasilij Zacharow
Wasilij Gieorgijewicz Zacharow (ros. Василий Георгиевич Захаров, ur. 5 stycznia 1934 we wsi Chripły w obwodzie twerskim, zm. 17 października 2023) – wicepremier RFSRR (1989-1990).

## Życiorys
1952-1957 studiował na Leningradzkim Uniwersytecie Państwowym, później wykładał ekonomię polityczną w Tomskim Instytucie Politechnicznym im. Kirowa, od 1961 był aspirantem Leningradzkiego Uniwersytetu Państwowego, od 1963 pracował w Leningradzkim Instytucie Technologicznym, asystent katedry ekonomii politycznej. Od 1964 członek KPZR, od 1966 docent katedry ekonomii politycznej, od 1968 kierownik tej katedry, od 1973 kierował grupą lektorską Wydziału Propagandy i Agitacji KC KPZR. Od 1973 doktor nauk ekonomicznych, od 1975 profesor, od 1974 kierownik Wydziału Propagandy i Agitacji Komitetu Obwodowego KPZR w Leningradzie, od 1978 sekretarz Leningradzkiego Komitetu Obwodowego KPZR, od 1983 I zastępca kierownika Wydziału Propagandy KC KPZR. Od stycznia 1986 II sekretarz Komitetu Obwodowego KPZR w Moskwie, od sierpnia 1986 minister kultury ZSRR, od sierpnia 1989 do czerwca 1990 zastępca przewodniczącego Rady Ministrów RFSRR, 1986-1990 członek KC KPZR. Deputowany do Rady Najwyższej RFSRR. Odznaczony dwoma Orderami Czerwonego Sztandaru Pracy i Orderem Przyjaźni Narodów.